# Gare de La Bohalle
La gare de La Bohalle est une gare ferroviaire française de la ligne de Tours à Saint-Nazaire, située sur le territoire de la commune de Loire-Authion, sur la commune déléguée de La Bohalle, dans le département de Maine-et-Loire, en région Pays de la Loire.
Elle est mise en service en 1849 par la Compagnie du chemin de fer de Tours à Nantes. C'est une halte ferroviaire de la Société nationale des chemins de fer français (SNCF), desservie par des trains express régionaux TER Pays de la Loire.

## Situation ferroviaire
Établie à 21 mètres d'altitude, la gare de La Bohalle est située au point kilométrique (PK) 330,549 de la ligne de Tours à Saint-Nazaire, entre les gares de Saint-Mathurin et de Trélazé.

## Histoire
La Compagnie du chemin de fer de Tours à Nantes construisit un bâtiment voyageurs de style néoclassique, proche des autres gares de la compagnie, mais plus petit.
Ce bâtiment est constitué d'un édifice étroit à étage de trois travées sous une toiture à deux versants longitudinale avec un œil-de-bœuf au pignon. Il a depuis été démoli tout comme le bâtiment, identique, de la gare de Trélazé.

### Fréquentation
Selon les estimations de la SNCF, la fréquentation annuelle de la gare s'élève aux nombres indiqués dans le tableau ci-dessous.
| Année               | 2014   | 2015   | 2016   | 2017   | 2018   | 2019   | 2020   | 2021   |
| ------------------- | ------ | ------ | ------ | ------ | ------ | ------ | ------ | ------ |
| Nombre de voyageurs | 20 585 | 23 516 | 24 580 | 23 632 | 24 016 | 27 951 | 16 229 | 14 275 |

## Service des voyageurs

### Accueil
Halte SNCF, c'est un point d'arrêt non géré (PANG) à entrée libre, équipé d'un abri de quai, placé sur celui en direction de Saint-Nazaire. Elle est équipée de deux voies desservies chacune par un quai. Le changement de quai se fait par un platelage posé entre les voies (passage protégé).

### Desserte
La Bohalle est desservie par des trains TER Pays de la Loire omnibus circulant entre Angers-Saint-Laud et Saumur. Certains de ces trains sont en provenance ou à destination de Tours ou Thouars au lieu de Saumur ; en provenance de Cholet ou à destination de Nantes au lieu d'Angers-Saint-Laud.

### Intermodalité

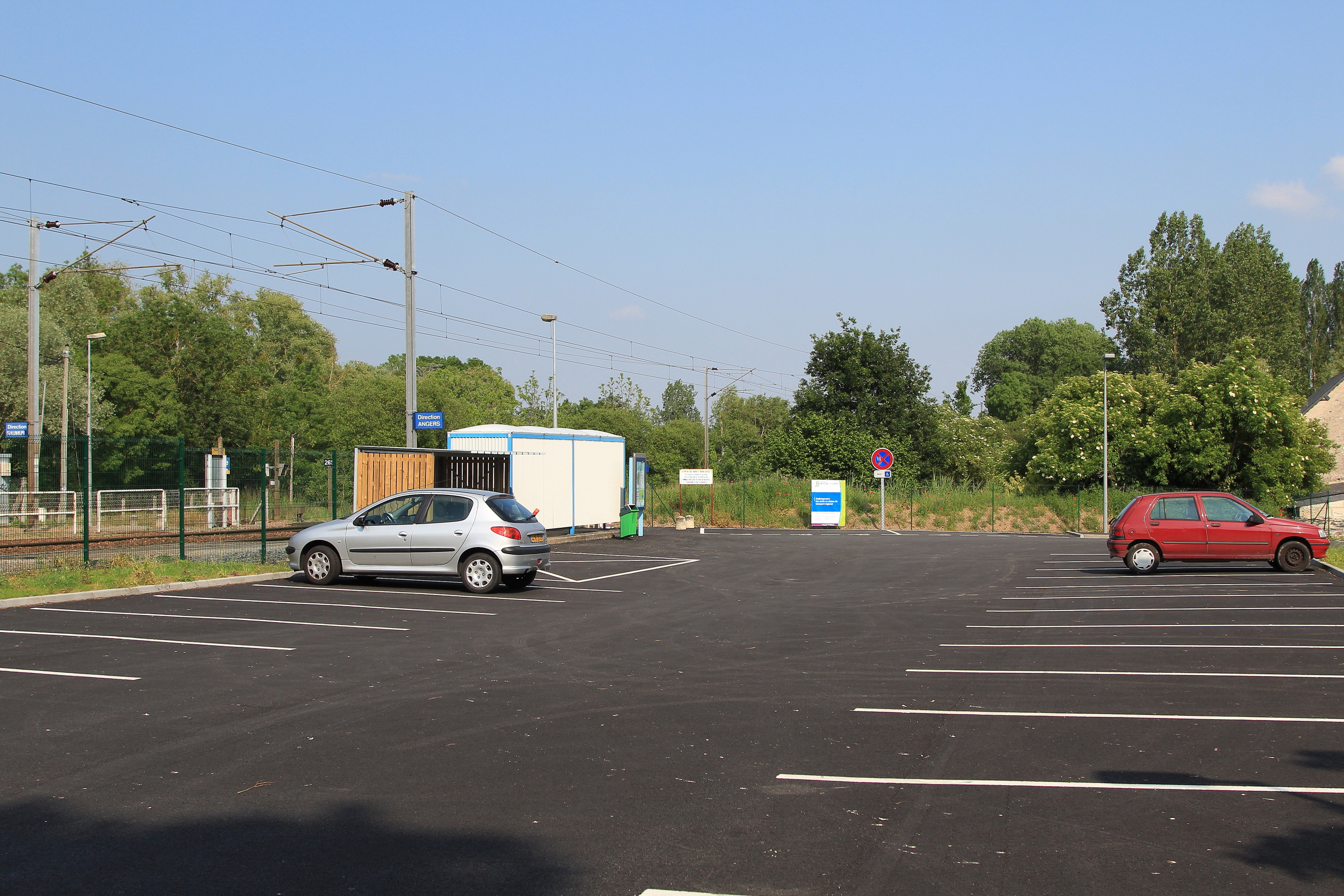
Le nouveau parking de la gare en 2012.

Un parc à vélo et un parking pour les véhicules sont aménagés. La commune a aménagé fin 2011 l'ancienne emprise du bâtiment voyageurs disparu pour créer un véritable parking pouvant accueillir une trentaine de voitures.

## Culture
Une scène du film La Forêt de Quinconces, sorti en 2016, est tournée à la gare, côté route de la Vallée.

## Notes et références

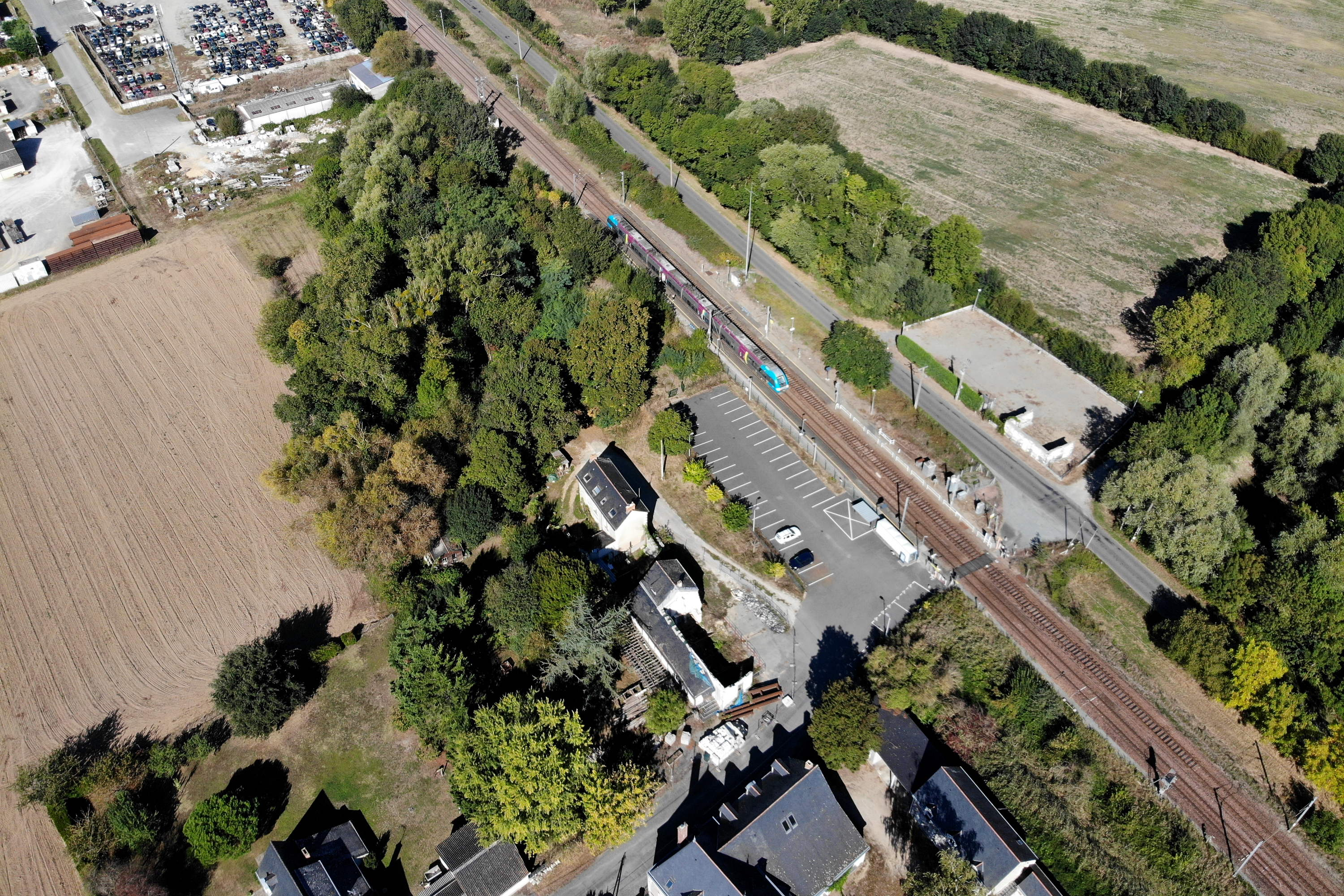
Vue aérienne de la gare, avec un TER à quai vers Angers.